# Snowornis
Snowornis is een geslacht van zangvogels uit de familie cotinga's (Cotingidae). Het geslacht telt twee soorten.

## Soorten
- Snowornis cryptolophus – Geelbuikpiha
- Snowornis subalaris – Grijsstaartpiha